# Derarimus rimaderoculis
Derarimus rimaderoculis es una especie de coleóptero de la familia Anthicidae.

## Distribución geográfica
Habita en Malasia.